# The Control Room
 (juin 2023).
Si vous disposez d'ouvrages ou d'articles de référence ou si vous connaissez des sites web de qualité traitant du thème abordé ici, merci de compléter l'article en donnant les références utiles à sa vérifiabilité et en les liant à la section « Notes et références ».
The Control Room est une mini-série télévisée britannique diffusée entre le 17 et 19 juillet 2022 sur BBC One.  Au Québec, elle sera diffusée sur Radio-Canada à partir du mardi, 19 mars 2024 sous le titre "Appel d'Urgence".

## Fiche technique
- Titre original : The Control Room

## Distribution
- Iain De Caestecker (VF : Arnaud Laurent) : Gabe Maver
- Joanna Vanderham : Sam Tolmie
- Sharon Rooney (VF : Jessie Lambotte) : Anna Breck
- Stuart Bowman :  Ian Maver
- Rona Morison (VF : Sabrina Marchese) : Danni
- Daniel Portman (VF : Benjamin Gasquet) : Anthony

 Source et légende : version française (VF) sur RS Doublage